# 内空县
内空县，是泰国南部甲米府的一个县。总面积414.8平方公里，总人口54789人，人口密度132.1人/平方公里（2005年）。

## 行政区划
内空县辖有8个区，56个村。